# Juan Quispe
Juan Quispe (ur. 3 października 1914 r.) – piłkarz peruwiański, obrońca.
Jako gracz klubu Alianza Lima wziął udział w turnieju Copa América 1939, gdzie Peru zdobyło tytuł mistrza Ameryki Południowej. Quispe zagrał w dwóch meczach - z Ekwadorem i Urugwajem (wszedł za Pedro Ibáñeza).
Dwa lata później wziął udział w turnieju Copa América 1941, gdzie Peru zajęło czwarte miejsce. Quispe zagrał w trzech meczach - z Argentyną, Ekwadorem i Urugwajem.
Wciąż jako piłkarz klubu Alianza wziął udział w turnieju Copa América 1942, gdzie Peru zajęło piąte miejsce. Quispe zagrał w pięciu meczach - z Paragwajem, Brazylią, Argentyną, Urugwajem i Chile.
W latach 1939–1942 Quispe rozegrał w reprezentacji Peru 13 meczów. Zaliczany jest do grupy najwybitniejszych piłkarzy w historii peruwiańskiego futbolu.